# Jabana (Sektor)
Jabana (Kinyarwanda Umurenge wa Jabana) ist einer von 15 Sektoren im Distrikt Gasabo in der Hauptstadt Kigali in Ruanda.

## Geographie
Jabana hat eine Fläche von 36,4 km². Der Sektor unterteilt sich in die fünf Zellen Akamatamu, Bweramvura, Kabuye, Kidashya und Ngiryi. Nachbarsektoren sind im Norden Masoro, im Osten Nduba, im Südosten Kinyinya, im Süden Gisozi, im Süden Gatsata, im Südwesten Jali und im Westen Murambi.  Die Ostgrenze des Sektors Jabana bildet der Fluss Nyabugogo, ein Zufluss der Nyabarongo.

## Bevölkerung
Nach der Volkszählung von 2022 betrug die Einwohnerzahl 63.862 Einwohner. Zehn Jahre zuvor waren es 33.577, was einer jährlichen Bevölkerungszunahme von 6,6 Prozent zwischen 2012 und 2022 entspricht.

## Verkehr
Entlang der Ostseite des Sektors verläuft parallel zum Fluss Nyabugogo die Nationalstraße 3.